# مراد بوجلال

مراد بوجلال هو رجل أعمال فرنسي ومالك نادي هييريه ولد في 5 يونيو 1960.